# Bistum Oshakati
Das Bistum Oshakati (englisch Diocese of Oshakati) soll eine römisch-katholische Diözese im Norden Namibias werden. Die formelle Ausrufung war für Weihnachten 2019 geplant, fand jedoch bisher (Stand Juli 2024) nicht statt.
Das Bistum Oshakati soll aus der Teilung des Erzbistums Windhoek hervorgehen. Sitz soll die 2019 fertiggestellte Ongwediva-Kathedrale in Ongwediva werden.